# Araneus prunus
Araneus prunus là một loài nhện trong họ Araneidae.
Loài này thuộc chi Araneus. Araneus prunus được Herbert Walter Levi miêu tả năm 1973.